# Saona

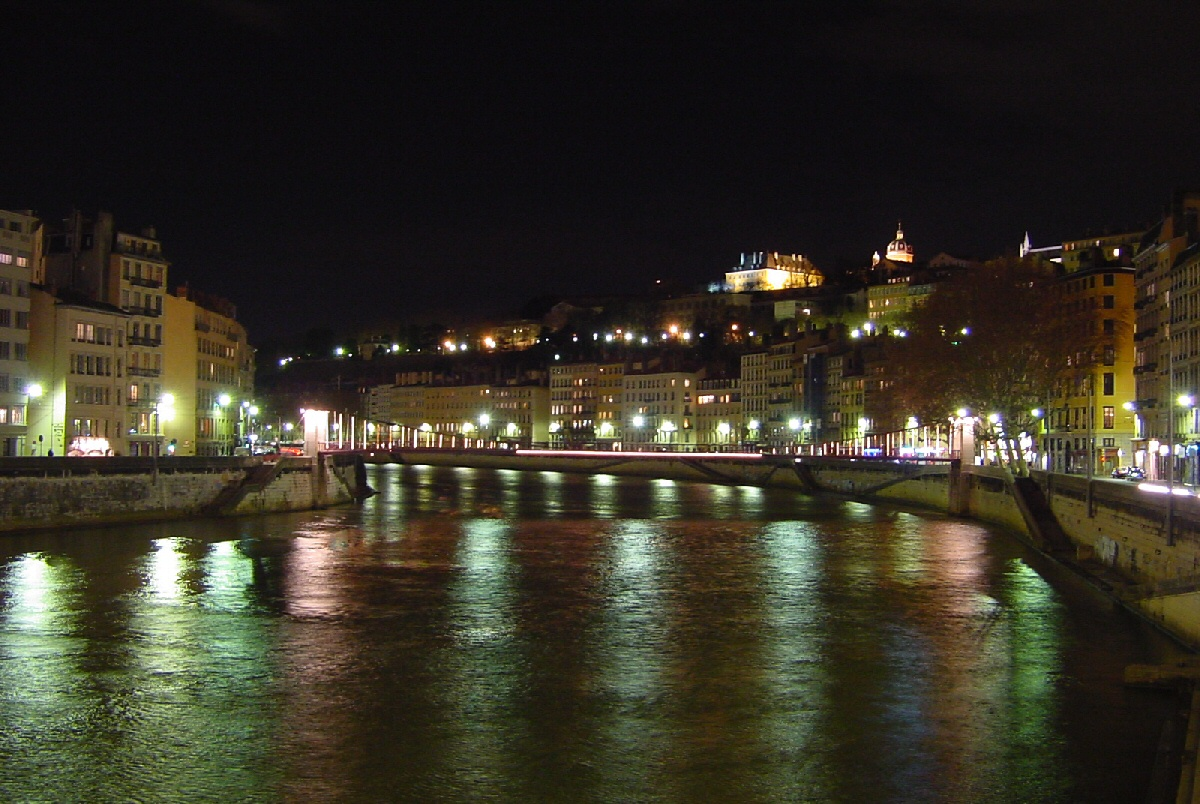
Saona przepływająca przez Lyon nocą

Saona (fr. Saône) – rzeka we wschodniej części Francji. Długość – 480 km, powierzchnia zlewni – 30 tys. km². Prawy dopływ Rodanu.
Źródła Saony znajdują się u podnóża Wogezów. Jest dziewiątą co do długości rzeką Francji. Saonę dzieli się tradycyjnie na trzy części: Haute (Górna), Petite (Mała) i Grande (Wielka) Saône. 
Główne dopływy (lewe): Ognon, Doubs. Według niektórych źródeł to Saona wpada do Doubs, gdyż średni przepływ wody tej ostatniej jest nieco większy niż Saony (175 m³/s w stosunku do 160 m³/s). Jednak zlewnia Saony jest znacząco większa niż zlewnia Doubs (11,5 tys. km² wobec 7,5 tys. km²). 
Saona jest żeglowna na odcinku 370 km, od Corre na północy do Haute-Saône. Kanały łączą Saonę z Mozelą przez Kanał Wschodni, z Marną przez Kanał Marna – Saona, z Sekwaną przez Kanał Burgundzki, z Loarą przez Kanał Centralny, z Yonne przez Kanał Burgundzki oraz z Renem przez kanał Rhône – Rhine. 
U ujścia Saony do Rodanu leży Lyon – stolica departamentu i trzecia co do wielkości aglomeracja Francji po Paryżu i Marsylii. 